# Vern Blosum
Vern Blosum (* 1936; † 2017) war der Künstlername eines amerikanischen Pop-Art-Künstlers unbekannter Identität.
Zwischen 1961 und 1964 tauchten unter dem Namen Vern Blosum etwa 45 Bilder eines unbekannten Künstlers im Stil der Pop Art auf, von denen einige in der Galerie Leo Castelli angeboten wurden. Das Museum of Modern Art kaufte ein Bild des Titels „Time Expired“ auf. Nachdem die Identität des Künstlers ungeklärt blieb, wurden die Bilder dort nicht mehr gezeigt. 
Die Kunsthalle Bern zeigte von Juni bis August 2014 eine Ausstellung dieser Werke.